# Cordillère de Bayan Har
La cordillère de Bayan Har ou encore Bayan Har Shan ou Bayankara Ula (en mongol : Bayan Har Uul, en sinogrammes simplifiés : 巴颜喀拉山脉, en pinyin : Bāyánkālā shānmài) est une chaîne de montagnes située dans la partie centre-sud de la province de Qinghai et dans le nord-ouest de la province du Sichuan en Chine. Elle forme le prolongement oriental du plateau tibétain. Elle sépare les bassins versants du fleuve Jaune et du Yangzi Jiang, la source du Huang He se trouvant d'ailleurs au nord de la cordillère, dans le bassin de Yueguzonglie.

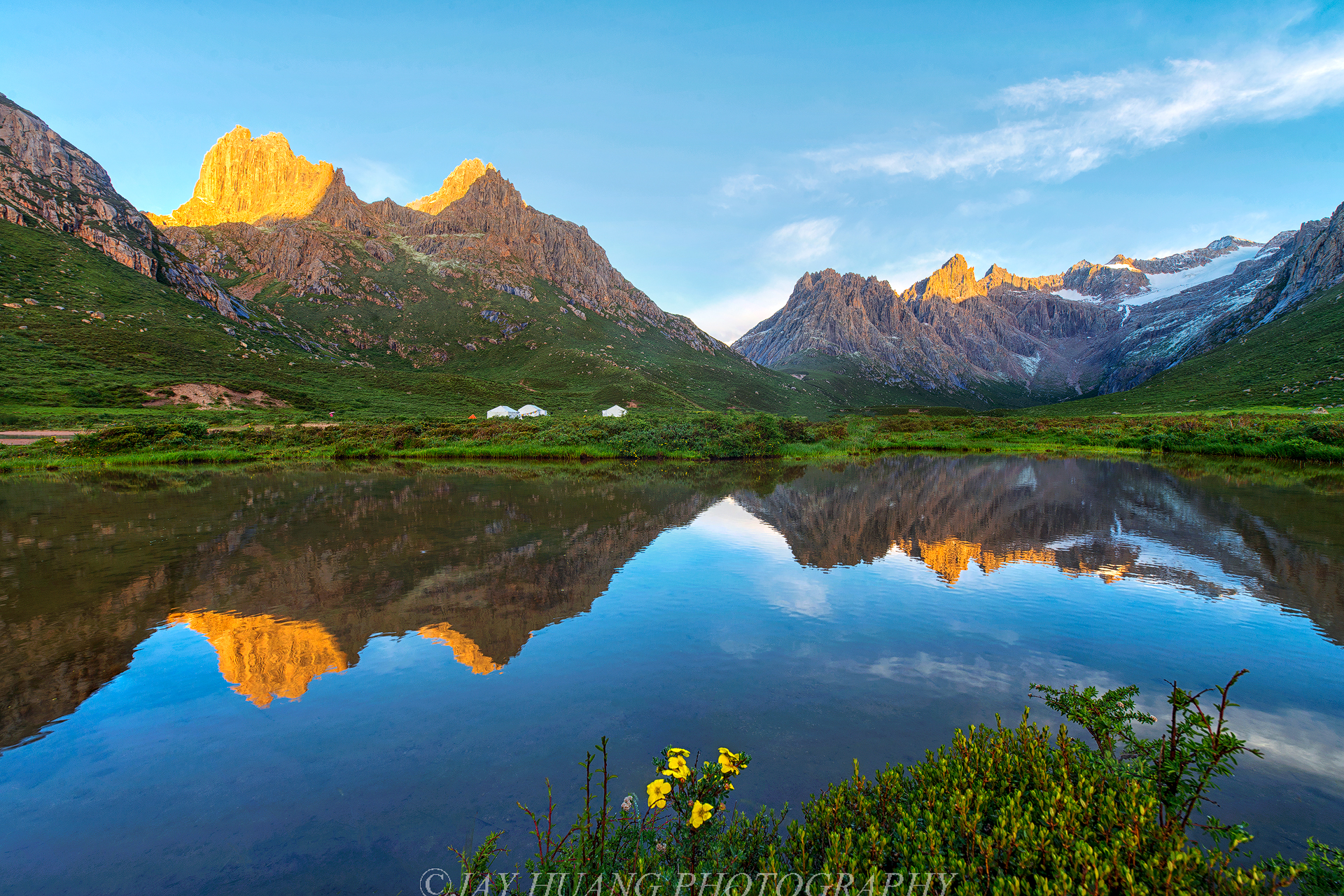
Lac Yaonü.